# Hevea rigidifolia
Hevea rigidifolia är en törelväxtart som först beskrevs av Richard Spruce och George Bentham, och fick sitt nu gällande namn av Johannes Müller Argoviensis. Hevea rigidifolia ingår i släktet Hevea och familjen törelväxter. Inga underarter finns listade i Catalogue of Life.